# Droit bhoutanais
Le droit bhoutanais est le droit appliqué au Bhoutan. Avant l'entrée en vigueur de la Constitution, les lois étaient adoptées par l'autorité des décrets du roi du Bhoutan. Le droit bhoutanais a pour origine le code légal de Tsa Yig semi-théocratique, fortement influencé durant le XXe siècle par la common law anglaise. Avec la démocratisation du Bhoutan, son gouvernement a analysé les systèmes légaux de plusieurs pays et a modelé ses réformes en s'en inspirant.

## Histoire du droit
L'histoire du droit bhoutanais remonte au XVIIe siècle avec la formation du pays. Le régime de son fondateur, Shabdrung Ngawang Namgyal se basait sur un code, le Tsa Yig, qui décrivait le régime légal et spirituel ainsi que l'administration gouvernementale et la conduite sociale. Les devoirs et vertus du dharma bouddhiste (loi religieuse) jouèrent un grand rôle dans ce code qui est resté en vigueur jusqu'en dans les années 1960. Le code actuel, le Driglam Namzha, gouverne la tenue et le comportement en public. Le code actuel est perçu comme un héritage de Shabdrung Ngawang Namgyal au Bhoutan.
Le Tsa Yig fut révisé en 1957 puis remplacé en 1965. Toutefois, le code de 1965 conserva l'esprit et la substance du code du XVIe siècle. Les questions familiales – dont le mariage, le divorce et l'adoption – tombaient auparavant dans le cadre d'application du droit religieux bouddhiste ou hindou. Dans le Bhoutan moderne, les dirigeants des villages s'occupent des affaires mineures et les officiels des dzongkhag (les districts) des crimes majeurs. L'organisation juridictionnelle civile et pénale continue de s'inspirer du Tsa Yig. La censure au Bhoutan est comparable à ses voisins sud-asiatique.

## Sources du droit

### Constitution
La loi suprême du Bhoutan est la constitution de 2008.

### Législation
Les lois sont adoptées par un parlement bicaméral, c'est-à-dire avec l'aval de l'Assemblée nationale et du Conseil national du Parlement du Bhoutan, avec l'accord du roi. L'autorité sur la loi et son interprétation est confiée à la Cour suprême. Les lois adoptées au Bhoutan avant la Constitution de 2008 restent en vigueur dès lors qu'elles ne sont pas contraires à la Constitution.
Beaucoup de lois bhoutanaises sont basées sur le Bonheur national brut, un principe fondamental de la Constitution.
La police, établie en 1965, est chargée de veiller à l'application de la loi.

## Organisation juridictionnelle
L'organisation juridictionnelle du Bhoutan repose sur la Cour de justice royale qui prend connaissance des affaires et interprète le droit du Bhoutan.

## Sources
- (en) Cet article est partiellement ou en totalité issu de l’article de Wikipédia en anglais intitulé « Law of Bhutan » (voir la liste des auteurs).

## Compléments